# Ana Flávia Azinheira
Ana Flávia Azinheira (Maputo, 8 de febrero de 1977), es una política y exjugadora de baloncesto mozambiqueña, que actualmente ocupa el cargo de viceministra de Juventud y Deportes en Mozambique.

## Trayectoria
Fue jugadora de baloncesto durante veinticinco años. Cursó un máster en salud pública, se licenció en veterinaria en la Universidad Eduardo Mondlane, y obtuvo el título de negocios internacionales en Estados Unidos.
En 2001, fue campeona de la FIBA África Women’s Champions Cup. En 2006 fue elegida la mejor jugadora (MVP) de África jugando para su equipo el Ferroviário de Maputo.
En 2014 fue una de las deportistas que representó por primera vez a Mozambique en un mundial de baloncesto.
Ana Flávia también jugó durante tres años en clubs norteamericanos, como el St. Mary's University, San Antonio, Texas, y el College Kansas.